# ایران خوره یزدگرد
ایران خوره یزدگرد (به معنی ایران، شکوه یزدگرد) استانی در شاهنشاهی ساسانی بود که در شمال استان گرگان امروزی قرار داشت. این استان توسط یزدگرد دوم (۴۳۸–۴۵۷ م.) بنا شد.